# Inmarsat
INMARSAT (Инмарсат) — британская компания спутниковой связи, основанная в 1979 году, первоначально как межгосударственная организация. Управляет группой из 11 телекоммуникационных спутников, расположенных на  геостационарной орбите.
Предоставляемые услуги включают в себя как обычную телефонную связь, так и передачу данных, а также передачу сигналов бедствия, сигналов европейской геостационарной службы навигационного покрытия EGNOS (англ. European Geostationary Navigation Overlay Service) и аналогичной американской системы WAAS. Связь осуществляется с помощью специальных цифровых радиопередатчиков, называемых терминалами. Сигнал передаётся на один из спутников и затем ретранслируется на наземную станцию. Таким образом обеспечивается надёжная связь в отдалённых районах.
Услугами связи компании в 2012 году пользовался ВМФ РФ в связи с выходом из строя собственных каналов связи.

## История
В Инмарсат изначально входили 35 государств-участниц, включая СССР. Интересы СССР в Инмарсат представляло Всесоюзное объединение «Морсвязьспутник».
К 1989 году действовало более 8000 судовых терминалов Инмарсат.
С 1990 по 1998 годы Инмарсат вывел на орбиту 9 собственных геостационарных спутников связи, в том числе 4 спутника второго поколения Inmarsat-2 и 5 спутников третьего поколения Inmarsat-3.
В 1997 году на российской антарктической станции Мирный было установлено спутниковое оборудование INMARSAT.
В году 1999 организация была преобразована в компанию Inmarsat Ltd. С 2000 года компания стала называться Inmarsat Ventures Ltd., в настоящее время она называется Inmarsat plc.

## Спутниковая группировка
Спутниковая группировка включает в себя 14 спутников (с учётом Инмарсат-3). Все они располагаются на геостационарной орбите, на удалении около 36000 километров от земли.
Первый спутник четвёртого поколения (Inmarsat-4 F1) запустили на геостационарную орбиту (точка стояния 64° в. д.) 11 марта 2005 года. В зоне его обслуживания находятся Европа, Африка, Центральный Восток и Азия.
КА Inmarsat-4 F2 был запущен 8 ноября 2005 года, а в конце 2005 года переведен в рабочую точку 53° з. д. В зону покрытия двух этих КА попадает около 85 % земной суши. С добавлением в 2008 году в состав спутниковой группировки третьего аппарата этой серии, размещенного на геостационарной орбите над Тихим океаном, КА Inmarsat-4 покрыли практически всю территорию земного шара, за исключением полярных областей. В результате был создан космический сегмент глобальной сети спутниковой широкополосной связи BGAN (Broadband Global Area Network). Последний, четвёртый, аппарат этой серии был выведен на орбиту в 2009 г.
Спутники Инмарсат-5 (I-5) заняли геостационарную орбиту в 2013—2017 годах.
В настоящее время основная часть потока данных обрабатывается спутниками четвёртого и пятого поколений. С 2018 г. спутники Инмарсат-3 постепенно выводятся из сервиса.

## Телефонные коды
Инмарсат принадлежат следующие телефонные коды:
- +870 — SNAC (общий код доступа к сети)
- +871 — Атлантический океан, восток (AOR-E)
- +872 — Тихоокеанский регион (POR)
- +873 — Индийский океан (IOR)
- +874 — Атлантический океан, запад (AOR-W)

Телефонный код +870 — общий, он используется, когда неизвестно, через какой спутник совершаются звонки. Однако, SNAC не поддерживает звонки на терминалы Inmarsat-A.
Остальные четыре кода принадлежат регионам, обслуживаемым конкретными спутниками, как правило, по одному спутнику на каждый, их обычно называют «океаническими регионами».

## Сети
Inmarsat развивался как набор сетей, предоставляющих различные услуги (большинство сетей предоставляет сразу несколько услуг). В настоящий момент существуют следующие сети:
- Inmarsat-A (аналоговая связь, сервис прекращен с 31 декабря 2007 г.)
- Inmarsat-Aero
- Inmarsat-B: Максимальная скорость передачи данных 64 Кбит/с[2](сервис прекращен с января 2017 г.).
- Inmarsat-C: Используется Международной морской организацией и обязателен к установке на всех океанских судах.
- Inmarsat-M: Предоставляет голосовые сервисы на скорости 4,8 Кбит/с и сервис по передаче факсов и данных на скорости 2,4 Кбит/с. Является предшественником Inmarsat Mini-M.
- Inmarsat-Mini-M: Предоставляет голосовые сервисы на скорости 4,8 Кбит/с и сервис по передаче факсов и данных на скорости 2,4 Кбит/с.
- Inmarsat-M4: Максимальная скорость передачи данных 64 Кбит/с, в качестве портативного терминала может быть использован Capsat Messenger TT-3080A, имеющий плоскую антенную решетку[2](сервис прекращен с января 2017 г.).
- Inmarsat-Fleet
- Inmarsat-D/D+
- Inmarsat-E (с 1.12.2006 сеть прекратила свою работу)
- Inmarsat-RBGAN
- Inmarsat-BGAN: Широкополосная глобальная сеть (англ. Broadband Global Area Network) предоставляет услуги новых спутников четвёртого поколения (I-4), предлагающих разделяемый пакетный IP-канал со скоростью доступа до 492 Кбит/с (скорость может быть различной, в зависимости от модели терминала) или потоковый IP-канал со скоростью от 32 до 256 Кбит/с (также зависит от модели терминала). Некоторые терминалы также предоставляют услуги мобильного ISDN со скоростью 64 Кбит/с или даже низкоскоростной (4,8 Кбит/с) голосовой сервис. В настоящее время BGAN-сервис доступен в Индийском океанском регионе (IOR) и Атлантическом океанском регионе (AOR). Запуск сервиса в Тихоокеанском регионе (POR) запланирован на 2007 год.
- Inmarsat-IsatPhone

## Провайдеры услуг
На территории Российской Федерации услуги сети Inmarsat предоставляет ФГУП «Морсвязьспутник» напрямую или через своих агентов; услуги других сетей Inmarsat предоставляют иностранные провайдеры.